# IPad 2
L'iPad 2 est une tablette tactile, modèle de la deuxième génération d'iPad de la marque Apple. Il est dévoilé le 2 mars 2011 lors d'une conférence de presse animée par le PDG Steve Jobs au Yerba Buena Center for the Arts situé à San Francisco.
L'appareil est doté d'un SoC Apple A5 et est conçu avec une structure plus légère, et c'est le premier iPad équipé de deux appareils photos VGA dont un frontal et à l'arrière de 720 px.
L'appareil est initialement disponible avec trois options de stockage allant de 16 Go à 64 Go ainsi que deux options de connectivité différentes — Wi-Fi uniquement ou Wi-Fi et cellulaire —. Chaque version de l'appareil est disponible avec un panneau de verre frontal noir ou blanc. L'accueil est globalement positif de la part des médias et de la presse. Bien qu'il soit salué pour ses améliorations matérielles, comme la nouvelle puce Apple A5, les restrictions logicielles de l'iPad 2 et d'iOS en général suscitent des critiques de la part de divers journalistes spécialisés dans la technologie. Au cours du premier mois de commercialisation, 2,6 millions d'appareils se sont écoulés et au cours du premier trimestre, les ventes atteignent les 11 millions.

## Lancement
Apple envoie des invitations aux journalistes le 23 février 2011. Le 2 mars 2011, Steve Jobs dévoile l'appareil au Yerba Buena Center for the Arts, malgré un arrêt maladie. À l'annonce de l'iPad 2, la vente de l'iPad 1 est interrompue en ligne et dans les Apple Store. La firme américaine commercialise l'iPad 2 à partir du 11 mars aux États-Unis. De nombreux magasins dans les grandes villes, comme New York, affichent complet en quelques heures. Les délais d'expédition en ligne sont passés de trois ou quatre semaines le dimanche à quatre ou cinq semaines le mardi. L'appareil est commercialisé à l'échelle internationale dans 25 autres pays le 25 mars.
La date de sortie prévue au Japon est reportée au 29 avril en raison du tremblement de terre et du tsunami qui frappent le pays. Les appareils sont retardés car la puce de stockage utilisée est créée par l'entreprise Toshiba, qui est affectée par les catastrophes naturelles, entraînant la suspension des opérations pour une période indéterminée. Il est ensuite sorti dans d'autres pays du monde dont la Chine, l'Estonie, la Thaïlande, le Brésil, la Russie et Taïwan en mai 2011.

## Réception
Les critiques sont globalement positives. Le site internet Macworld écrit :
« Though the iPad 2 is an improvement on the original iPad in numerous ways, it's still an evolutionary product, not a revolutionary one. If you're happy with your current iPad, there's no reason to dump it just because there's a shinier, newer one. (This is not to say that millions of people won't do just that. I mean: shiny!) If you've invested in iPad accessories such as a dock or case, keep in mind that you probably won't be able to use them with the new iPad »
« Malgré les nombreuses améliorations apportées à l'iPad 2 par rapport à l'iPad original, il s'agit toujours d'un produit évolutif, et non d'un produit révolutionnaire. Si vous êtes satisfait de votre iPad actuel, il n'y a aucune raison de vous en débarrasser simplement parce qu'il existe un produit plus performant et plus récent. (Cela ne veut pas dire que des millions de personnes ne le feront pas. Je veux dire : brillant !) Si vous avez investi dans des accessoires pour iPad, tels qu'une station d'accueil ou un étui, n'oubliez pas que vous ne pourrez probablement pas les utiliser avec le nouvel iPad. »

## Ventes
Au cours du premier week-end de sa commercialisation, plus d'un million d'unités sont vendues. La banque d'affaires Piper Jaffray qui suit les ventes de l'iPad 2 indique que 70 % sont des nouveaux acheteurs, dont 49 % d'entre eux possèdent un PC, alors que les acheteurs de du premier iPad ne sont que 26 % à posséder un ordinateur portable.

## Fin de commercialisation
Le 13 juin 2016, lors de la sortie d'iOS 10, Apple abandonne la compatibilité avec l'iPad 2 en raison de ses problèmes de matériel et de performances. Il en va de même pour son successeur et l'IPad mini (1re génération), faisant d'iOS 9 la dernière version qui fonctionne sur l'appareil,.

## Composition
L'iPad 2 est équipé d'un système sur puce Apple A5, qui comprend un processeur Cortex-A9 32 bits à double cœur de 1 GHz, une mémoire vive de 512 Mo et un GPU PowerVR SGX543MP2 à double cœur. Les autres caractéristiques comprennent des appareils photos avant et arrière, un gyroscope à trois axes, des commandes d'écouteurs, des capteurs de proximité et de lumière ambiante, un microphone, un magnétomètre, un accéléromètre et un écran tactile multi-touch de 9,7 pouces avec une résolution maximale de 1 024 × 768, soit 132 ppi.

## Logiciel
À la fin du mois de mars 2011, l'appareil est commercialisé avec la version iOS 4.3, qui introduit principalement la fonction Airplay. Le 12 octobre 2011, lors de la sortie de l'iPhone 4S, l'iPad supporte la mise à jour iOS 5, qui apporte plus de 200 nouvelles fonctionnalités, notamment le Centre de notifications, iMessage, les Rappels et un système de notifications actualisé, utilisant un style de bannière au lieu du style d'alerte pop-up précédemment utilisé. La tablette est livrée avec plusieurs applications par défaut, notamment Safari, Mail, Apple Photos, iTunes, Apple Plans, Notes, Calendrier, Photo Booth et Contacts.

## Autre
En 2011, deux iPad 2 sont envoyées à bord de la Station spatiale internationale après avoir été homologuées. Parmi les autres produits Apple emmenés figurent l'iPod et deux iPhone 4.